# IPhone 6
Az iPhone 6 az Apple Inc. okostelefonja, amelyet 2014. szeptember 9-én mutatott be az Apple. Két készüléket mutatott be egyszerre a cég, a 4,7 colos iPhone 6, és az 5,5 colos iPhone 6 Plus készüléket. A két készülék mellett a sajtóeseményen bemutatták az Apple okosóráját, az Apple Watchot.

## Története
Az Apple Inc. az utóbbi évek során elszenvedett némi piacvesztést az okostelefonok terén, ami az iPhone készülékek 3,5-4 colos képernyőinek köszönhető az okostelefon piacon megjelent egyre nagyobb kijelzői telefonokkal szemben. Ezért 2014. januári hírek szerint az Apple arra készült, hogy a következő iPhone 4,7 és 5,5 colos kijelzőt fog kapni. A korai hírek szintén találgattak arról, hogy az Apple új készülékein bemutat egy a Near Field Communication technológián alapuló mobilfizetési platformot. Az készüléket szeptember 9-én mutatta be a Flint Centerben Cupertinóban, forgalmazása szeptember 19-én kezdődik kilenc országban (USA, Kanada, Egyesült Királyság, Németország, Franciaország, Ausztrália, Hongkong, Szingapúr, Japán, az évsorán további 115 országban válik elérhetővé. Az készülék elődei, a iPhone 5C és iPhone 5S továbbra is kapható lesz. Az iPhone 6 az új iOS 8 operációs rendszerrel érkezik.
A készülékek gyártói a Foxconn és a Pegatron, amelyek 50 millió készüléket terveznek idén legyártani. A kiszivárgott információk szerint 1810 mAh-s akkumulátort kap.

## Specifikációk

### Hardver
Az iPhone 6 megjelenése sokat merít az iPad Air formatervezéséből, az elején látható üveg a kijelző éleire hajlik, alumínium hátlapján pedig két műanyag csík található az antennák számára. Az iPhone 6 és 6 Plus modellek egyaránt elérhetőek arany, ezüst és asztroszürke (space gray) színben is. Az iPhone 6 készülék 6,9, az iPhone 6 Plus 7,1 milliméter vastag, így mindkét típus vékonyabb, mint bármely korábbi iPhone modell. A legjelentősebb változtatás a 6-os széria kijelzőit érinti, ezzel a típussal vezették be ugyanis a retina kijelzőt. Az iPhone 6 esetében ez 4,7 hüvelykes, 16:9-es képarányú, 1334 × 750 felbontású kijelzőt jelent, míg az iPhone 6 Plus esetében a kijelző mérete 5,5hüvelyk, felbontása pedig 1920 × 1080 pixel.
Mivel az iPhone 6-os széria nagyobb méretű, mint a korábbi modellek, a bekapcsoló gombot az oldalára helyezték át, hogy kényelmesebben elérhető legyen. Az iPhone 6 modellben egy 1810 mAh-s akkumulátor, az iPhone 6 Plusban pedig egy 2915 mAh-s akkumulátor kapott helyet.
Mindkét modellben Apple A8 64 bites egylapkás rendszer (SoC) található, amely az iPhone 5S M7 chipjét helyettesíti. Az M8 és M7 közötti leglényegesebb különbség, hogy az előbbiben helyet kapott egy barométer is, amely a tengerszint feletti változást követi. Phil Schiller, az Apple alelnöke szerint az új chip 50 százalékkal nagyobb grafikai teljesítményre képes, 25 százalékkal javít a CPU teljesítményén, illetve kevesebb hőt is termel.
Az LTE támogatást az iPhone 6 termékvonalban kiterjesztették, így ezek a készülékek már több mint 20 LTE csatornát támogatnak, akár 150 Mbit/s letöltési sebességgel és VoLTE támogatással. A WiFi teljesítményét is növelték és beépítették a WiFi-n keresztül bonyolított telefonhívások támogatását.

### Szoftver
Az iPhone 6 modelleket gyárilag telepített iOS 8 rendszerrel szállítják. Az erre a rendszerre írt applikációk kihasználhatják a nagyobb kijelzőméretet, amely által több információ jeleníthető meg. Mivel a képarány változatlan maradt, az iPhone 5, 5C és 5S modellekre írt applikációk egyszerűen skálázhatóak az iPhone 6 és 6 Plus modelleken történő használatra. A nagyobb kijelzőméret miatt az eszközöknél megjelent a "reachability" gesztus: a Home gomb kétszeri megérintésével a kijelző felső részének tartalma az alsó részre kerül, így elérhetővé válnak az ott található gombok, például a bal felső sarokban lehelyezett "vissza" gomb.

## Fogadtatás
A szeptember 9-i bemutatót követően a közösségi oldalakon vegyes fogadtatásra lelt mind a két új iPhone-készülék, mind az Apple Watch. Egyes vélemények szerint kevés volt az újdonság, nevetségesnek tartották a bemutatót, mások alig várták, hogy kipróbálhassák őket. A szeptember 19-től árusított készülékekre szeptember 12-én indult az előrendelési időszak, amelynek első órájában a legtöbb európai országban el is fogyott a készlet, pedig a cég az eddigieknél nagyobb mennyiséggel készült az új készülékből. Amerikában csak az iPhone 6 Plus fogyott el teljesen az első nap délelőttjére. Az Apple bejelentése szerint tízmillió darab fogyott el az első hétvégén a két készülékből, amely új rekord lett a cég történetében.

## Technikai problémák
Az iPhone 6 és 6 Plus készülékekkel kapcsolatban a megjelenést követően napvilágra került néhány a hardverhez köthető probléma.

### A váz meghajlása
Nem sokkal a piacra dobást követően fény derült arra, hogy az iPhone 6 modell váza nyomás hatására könnyen elhajlik, akár már akkor is, ha használója a zsebében hordja az eszközt. A hiba ugyan nem korlátozódott teljesen erre a modellre, a közösségi médiában mégis az iPhone 6 kapcsán nevezték el „bendgate”-nek a tervezési hibát. A Consumer Reports egyik tanulmánya kimutatta, hogy bár az iPhone 6 és 6 Plus modellek valamivel strapabíróbbak a HTC One okostelefonnál, más tesztelt telefonoknál kevésbé erős a vázuk.
Az Apple a közösségi oldalakon és az online médiában megjelent hírekre azzal válaszolt, hogy kijelentették, összesen kilenc panasz érkezett hozzájuk elhajlott készülékekkel kapcsolatban, és a rendes használati körülmények között bekövetkező sérülések rendkívül ritkának mondhatóak. A vállalat szerint az iPhone 6 és 6 Plus készülékeket komoly terhelésteszteknek vetették alá, hogy biztosítsák, megfelelően helytállnak a mindennapi használat során. A vállalat felajánlotta, hogy a meghajlott telefonokat – amennyiben azokat nem szándékosan hajlították meg – kicseréli.
Axel Telzerowm, a német Computer Bild techmagazin főszerkesztője bejelentette, hogy miután nyilvánosságra hoztak egy videót, amelyen egy felhasználó képes volt kézzel meghajlítani egy iPhone 6-ost, az Apple egy képviselője jelezte, a magazin a későbbiekben nem vehet részt az Apple által szervezett eseményeken. és nem küldenek nekik további készülékeket tesztelés céljából.

### Flash tárhely teljesítményproblémák
Néhány felhasználó jelentette, hogy a 64 és 128 gigabájtos iPhone 6 modelleknél teljesítményproblémákat tapasztalt, és hogy ezen modellek némelyike ritka esetekben hajlamos összeomlani és újraindulni. A Business Korea szerint a hibának az érintett modellek TLC (triple-level cell) NAND tárhelyéhez lehet köze. A TLC Flash cellák egyenként 3 bit információ tárolására alkalmasak, egyben olcsóbbak a dual-layer megoldásoknál, teljesítményük azonban ezekénél alacsonyabb. Az Apple a problémát a hírek szerint azzal kívánja orvosolni, hogy a jövőbeni eszközökön ismét dual-layer technológiát alkalmaznak majd, a már értékesített készülékek teljesítményproblémáit pedig egy jövőbeni iOS-frissítéssel oldják meg.

### Problémák az optikai képstabilizációval
A jelentések szerint egyes iPhone 6 és 6 Plus modelleknél az optikai képstabilizáló rendszerek gyárilag hibásak, így nem képesek megfelelően stabilizálni a képet, ha a telefont mozdulatlanul tartják, ami hibásan elkészített képeket és videókat eredményez.  A rendszert a tesztek szerint zavarják a mágneseket használó kiegészítők, így például a külső gyártók által készített, lencsék rögzítésére alkalmas kiegészítők is. Az Apple az ügyben közleményt adott ki, arra figyelmeztetve a felhasználókat és hivatalos kiegészítőket gyártó partnereiket, hogy a mágneseket vagy fémet tartalmazó kiegészítők meghibásodásokat okozhatnak a képstabilizáló rendszer működésében.